# Elisabeth Maragall
Elisabeth Maragall, född den 25 november 1970 i Barcelona, Spanien, är en spansk landhockeyspelare.
Hon tog OS-guld i damernas landhockeyturnering i samband med de olympiska landhockeytävlingarna 1992 i Barcelona.